# 스키스토킬라과
스키스토킬라과(Schistochilaceae)는 망울이끼목에 속하는 우산이끼류과의 하나이다. 4개 속으로 이루어져 있다.

## 하위 속
- Gottschea
- Pachyschistochila
- Pleurocladopsis
- Schistochila